# Martien van Helvoort
Martinus Adrianus Maria (Martien) van Helvoort (Zeeland, 11 maart 1906 - Boxtel, 5 april 1981) was een Nederlands politicus en burgemeester. Van Helvoort was in de periode 1956-1967 lid van de Tweede Kamer namens de KVP en was tegelijkertijd burgemeester van Boxtel vanaf 16 december 1945 tot 1 april 1971. Verder was Van Helvoort ook enige tijd waarnemend burgemeester in Sint-Oedenrode, Best en Geertruidenberg. In 1955 promoveerde hij in de economische wetenschappen aan de Katholieke Economische Hogeschool.